# 러시아 및 소련 전차의 역사

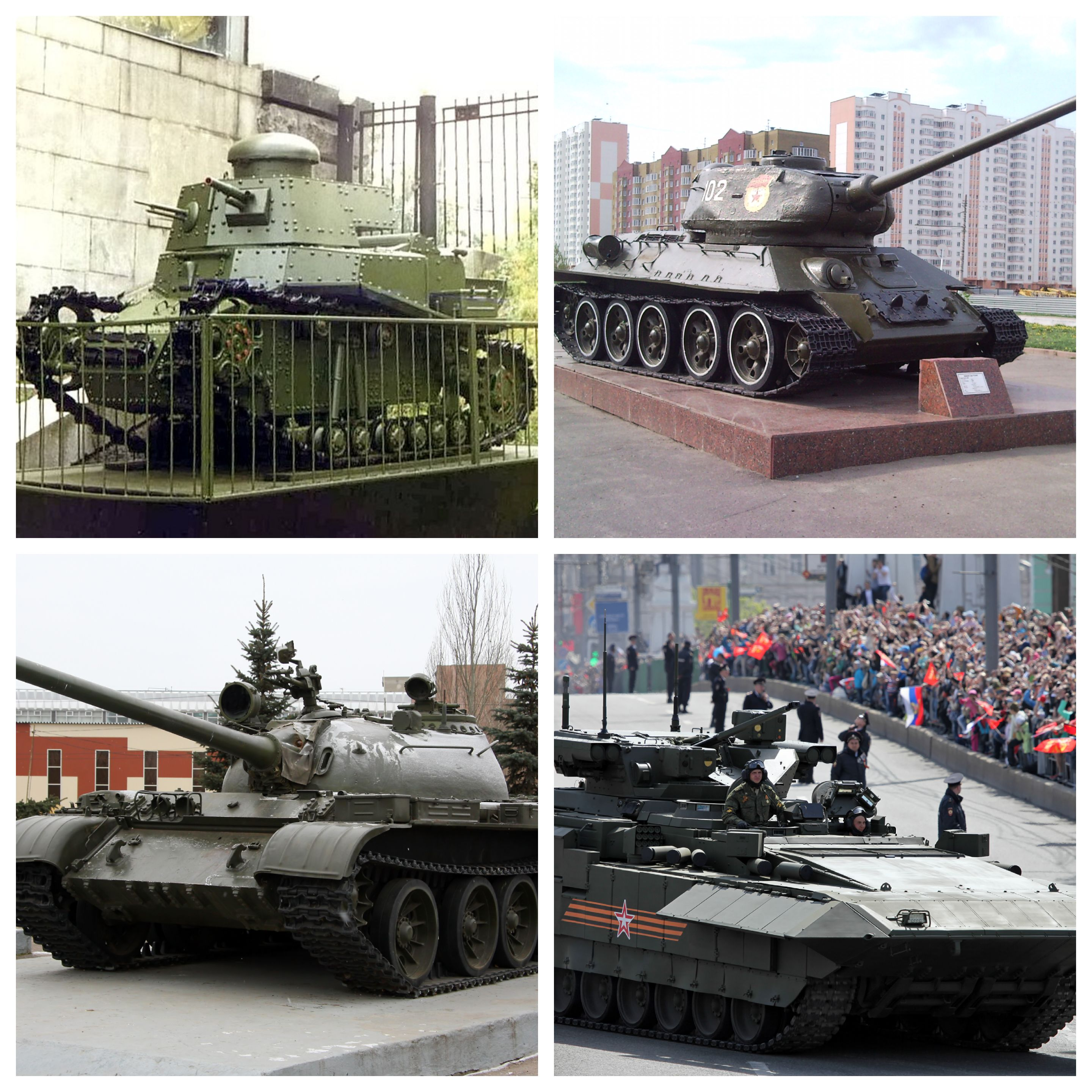
위에서부터 시계 방향으로 T-18, T-34, T-54, 그리고 T-14 아르마타. 러시아 전차의 발전을 보여주는 사례들이라고 할 수 있다.

러시아 및 소련 전차의 역사는 1910년대 러시아 제국이 독자적으로 전차를 개발하기 시작한 이래, 러시아 제국과 소련, 그리고 탈냉전기 현대 러시아가 전차를 어떻게 운용했고, 해외에서 러시아 및 소련제 전차가 어떻게 운용되고 있는지를 다룬다.
니콜라이 주콥스키와 니콜라이 레베덴코가 주도하여 1914년 차르 전차를 개발했지만, 이름과는 달리 오늘날의 "전차"와는 상당히 동떨어진 디자인을 가졌다. 러시아 내전이 이후, 소련은 전차 개발에 주력했고, 1928년 르노 FT-17를 소련 실정에 맞춘 최초의 소련제 전차 T-18이 양산되기 시작했다. 뒤이어 소련은 베르사유 조약으로 인해 재무장이 금지되었던 독일의 전차 개발 및 훈련을 적극적으로 도왔고, 존 월터 크리스티가 만든 크리스티 서스펜션을 비롯한 다양한 기술 및 계획을 인수했다. 이 덕분에 1930년대 중후반, 소련은 T-34, KV 전차, BT 전차와 같은 제2차 세계 대전 초기에 활약한 전차들을 양산할 수 있었다. 이후 대조국전쟁 당시 독일의 전차들이 소련의 전차들을 압도하면서, 소련은 뛰어난 주포로 무장한 구축전차와 더 높은 방호력을 가진 중형 및 중전차를 개발하고 운용했다.
전후 냉전 시기의 소련 전차들은 제2차 세계 대전 말기 개발된 T-44와 IS-3의 특징을 공유한다. T-44의 뛰어난 험지 주파력과 이동력, 그리고 IS-3의 수프 그릇을 뒤집은 것과 같은 원형 포탑, 경사진 차체, 두꺼운 장갑, 그리고 공격력이 우수한 주포는 1947년 소련의 주력전차로 채택된 T-54에 모두 반영되었다. 이후 T-54의 성능을 개선한 T-55, T-62, T-64, T-72 등이 운용되었고, 다시 이 전차들에 기반한 T-80, T-84, T-90이 운용 중에 있다. 구소련 및 현대 러시아 전차와는 다른 특징을 보였던 T-14 아르마타는 러시아의 차세대 전차로 개발되고 있었지만 지속적인 생산 지연과 재정 악화로 결국 2018년 대량 생산을 중단했다. 주력전차 외에도 소련은 제2차 세계 대전의 경험을 바탕으로 보병전투차와 병력수송차량을 개발했고, BTR 계열 차량과 BMP 계열 차량, 그리고 BMD 계열 차량 등이 현재에도 운용 중이다. 현대 러시아 육군의 주력전차는 T-14 아르마타를 제외하면 구소련 시기 개발된 전차들을 개량하거나 현대화한 것들이다.
러시아의 전차들은 냉전 시기의 다양한 분쟁에 참여하였으며, 제3세계 국가, 특히 중동 및 아프리카 각국에 수출되어 그 국가의 주력전차로 활약하고 있다. 중화인민공화국, 인도, 우크라이나에서는 구소련 전차를 현지화하여 운용하고 있으며, 북한, 폴란드, 체코, 루마니아, 구 유고슬라비아는 라이선스 받은 소련 전차를 바탕으로 현대전에서도 전차를 운용할 수 있도록 현대화 작업을 진행 중이다. 러시아 역시 운용 중인 전차 및 기갑차량을 꾸준히 현대화 및 개량하고 있다.

## 초기의 실험들

### 제1차 세계 대전

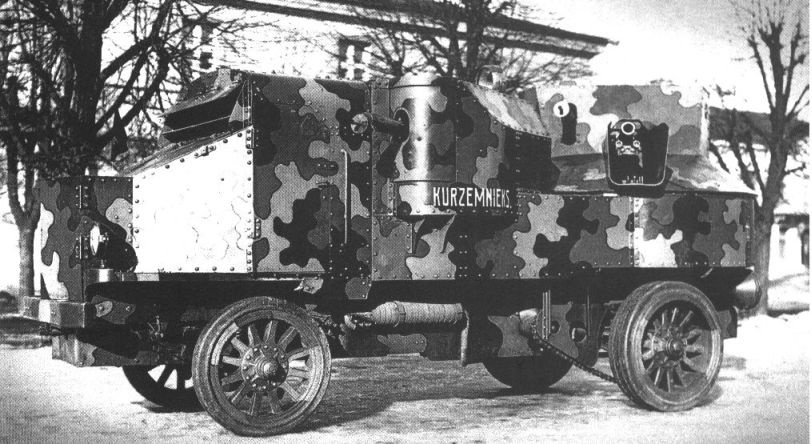
1920년대의 가포드-푸틸로프 장갑차. 제1차 세계 대전 중인 1915년 개발되었다. 소수의 차량이 양산되었지만 76mm 산악포와 3정의 맥심 기관총을 탑재하여, 기동성이 낮았음에도 당대에는 뛰어난 무기로 평가받았다.

러시아 제국은 제1차 세계 대전 중인 1914년부터 1915년까지 실험 전차인 차르 전차를 개발했다. 이 전차는 오늘날 전차와는 달리 무한궤도 대신 삼륜차 형태를 지녔고, 선빔 엔진을 탑재했다. 그러나 이 전차는 1915년 9월 여러 가지 문제점이 드러나면서 개발이 취소되었다. 이후 러시아 제국은 전차보다는 다양한 장갑차를 양산했는데, 대표적인 예가 가포드-푸틸로프 장갑차, 므게르보프-르노 등이 있다. 특히 므게르보프-르노의 경우, 독특한 경사 장갑 덕분에 무게를 늘리지 않고도 충분한 방호력을 제공했다. 또한, 당대 러시아의 회사들은 이탈리아 피아트와 협력하여 무기를 다수 개발했다. 피아트-옴스키 장갑차, 이조르스키 FIAT 등이 제1차 세계 대전에서 활약했다.

### 외국제 전차의 운용
제1차 세계 대전 중인 1917년 러시아에서는 볼셰비키가 제국에 맞서 혁명을 일으켰고, 이 혁명으로 러시아 제국은 붕괴하고 러시아 공화국이 들어섰다. 이후 러시아 공화국의 정치에 불만을 가진 볼셰비키는 블라디미르 레닌을 중심으로 1917년 11월 다시 혁명을 일으켜 공화국을 붕괴시키고 볼셰비키 중심의 정부를 수립했다. 이는 곧 볼셰비키 중심의 적군과 볼셰비키에 반대하는 러시아 제국 및 공화국 일파의 전쟁으로 이어졌고, 뒤이어 제1차 세계 대전에 참전한 국가들과 러시아 내에서 독립을 요구하던 세력들이 이익에 따라 러시아 내전에 개입하게 되었다.
러시아 내전 당시 러시아 백군 및 붉은 군대는 처음으로 전차를 운용했다. 약 70대의 마크 V 전차가 백군에 공여되었고, 전차 대부분은 1921년 붉은 군대가 노획하여 조지아 침공 때 유용하게 사용하였다. 이 전차들은 또한 붉은 군대가 트빌리시를 점령하는데에 큰 역할을 했다. 또, 러시아 백군은 에스토니아에 주둔할 당시 2대의 르노 FT-17과 4대의 마크 V 전차를 공여받아 운용했다.

## 1920년대

### 소련의 경제 안정 및 공업화
1923년 러시아 내전이 끝나고 소련이 수립되었을 당시, 소련의 주요 산업은 공업이 아닌 농업이었고, 대부분의 공업 시설 역시 러시아 내전의 여파로 황폐화되어 있었다. 1921년부터 러시아의 경제를 회복하고 산업을 육성하기 위해 블라디미르 레닌은 자본주의와 자유 시장 논리를 도입한 신경제정책을 추진하였다. 신경제 정책은 러시아 내 중소기업 및 소규모 공장의 운영을 자유롭게 허용했지만, 대규모 산업이나 은행, 외교 정책은 러시아 정부가 담당했다. 또한 1922년부터 1924년까지 블라디미르 레닌이 주도한 화폐 개혁을 통해 소련은 금본위제로 복귀하고 단일 화폐를 채택하여 7년 동안 이어졌던 하이퍼인플레이션을 어느 정도 종식시키는데 성공했다. 그러나 소련 내 지도부는 신경제정책을 두고 서로 이견을 보였다. 1928년 이전까지 신경제정책을 지지하던 스탈린은 갑자기 정책에 반대하였고, 집단화와 산업화를 통한 계획 경제를 주창하였다. 1928년 제1차 5개년 계획을 발표한 스탈린은 신경제정책을 폐지하였다.
소련은 1920년 12월 전러시아 소비에트 평의회의 승인을 받은 뒤 GOELRO를 통해 국가의 경제 발전과 공업화를 동시에 도모했다. 이 계획은 10년에서 15년 동안 진행될 중장기계획이었고, 전화(電化)를 통해 국가의 산업을 발전시켜 마을 및 도시 간의 분열을 막고자 하는 목표를 가지고 있었다.

### 독일-소련 협력

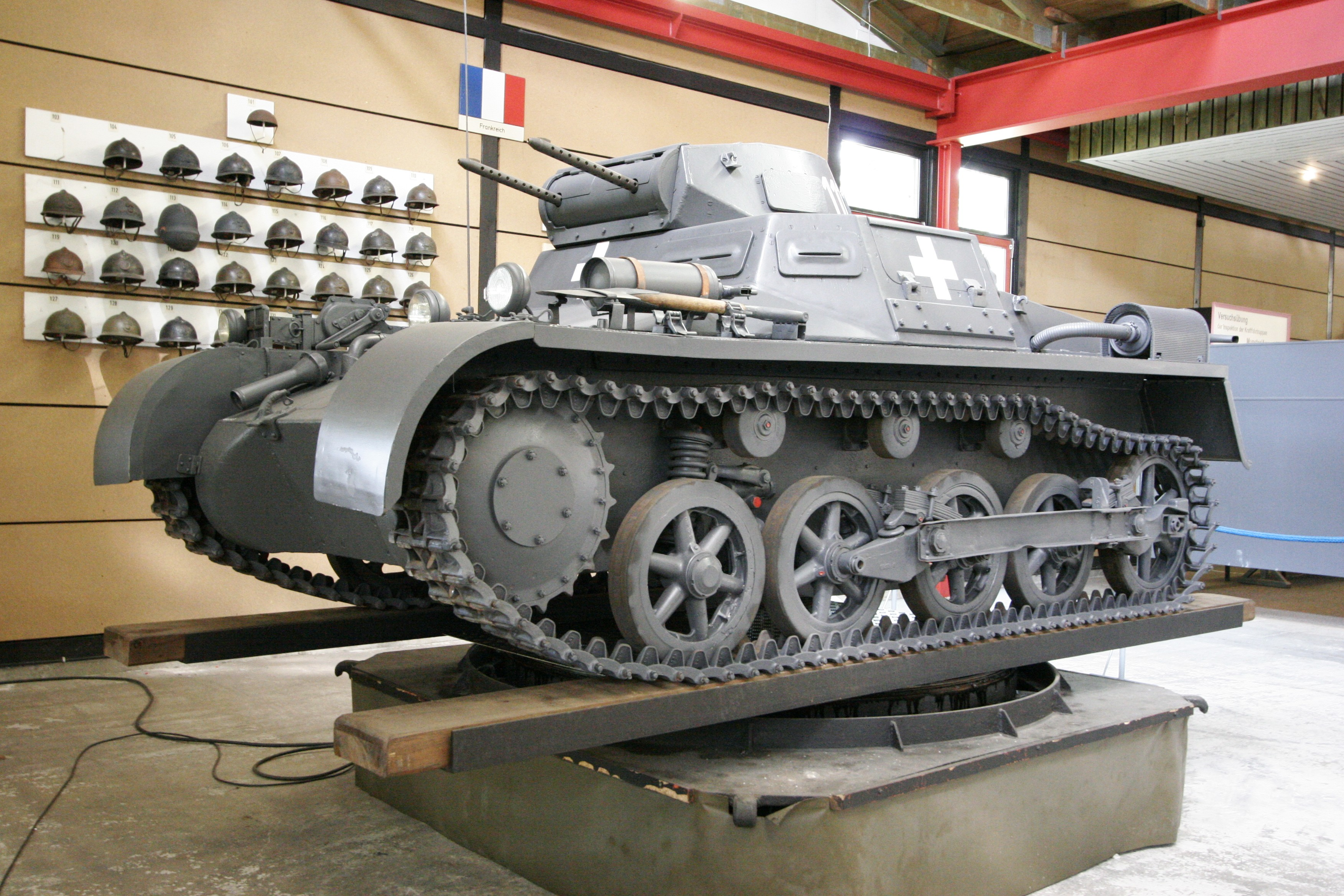
1934년부터 양산에 들어가기 시작한 독일 1호 전차. 1호 전차의 개발 및 시험은 1930년 카마 전차 학교에서 개발된 라이히트트락터에 기초하고 있다.

1918년 제1차 세계 대전이 끝났을 당시, 독일은 베르사유 조약에 의해 1933년까지 재무장이 금지되었다. 이에 바이마르 공화국은 1922년 제노바 회담에서 소련과 협상을 통해 조약을 체결했고, 1923년 1월 소련과 바이마르 공화국은 베를린에서 조약을 비준했다. 이 조약에는 어떠한 군사적 협력도 담겨있지 않았지만, 소련과 독일은 비밀리에 군사 협력을 계획하고 있었고, 이는 베르사유 조약을 위반하는 것이었다. 라팔로 조약은 1926년 베를린 조약을 통해 갱신되었다.
소련과 독일은 육군 및 공군 훈련과 기술 개발에서 협력했다. 1926년 수립된 리페츠크 전투기 조종사 학교와 톰카 가스 실험소가 대표적인 독소 협력 시설이지만, 소련의 기갑부대 훈련 및 양산에 도움을 준 시설은 1929년 수립된 카마 전차 학교였다. 카마 전차 학교는 크루프, 다임러 AG, 라인메탈 등 독일의 군수기업이 새로운 시제품을 개발 및 시험할 수 있는 장이자, 발터 모델, 베르너 폰 블롬베르크를 비롯한 독일 육군 장성들이 훈련을 받은 교육기관이었다. 소련 장교들도 이곳에서 훈련을 받았다는 주장이 있지만, 독일과 소련의 기밀 문서에 따르면 훈련을 받았다기보다는 지원장교나 참관자로 참여하였다고 추측된다. 카마 전차 학교는 1933년 나치의 집권 이후 독일이 독자적인 기갑 학교를 운영함에 따라 폐쇄되었다.

### 자체 양산을 위한 노력과 T-18

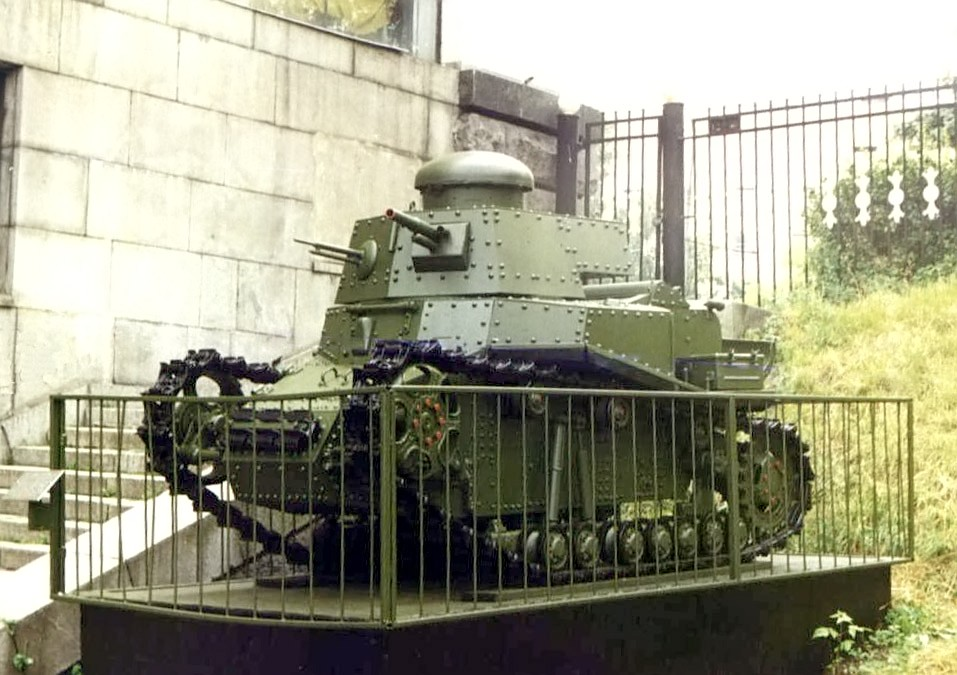
1928년부터 약 3년 동안 양산된 T-18/MS-1 전차. 소련 당국이 전차 설계 및 양산의 경험을 얻을 수 있었던 전차였다.

소련이 자체적으로 전차를 양산하려는 노력은 1920년부터 시작되었다. 소련 당국은 르노 FT-17 전차를 크라스노야 소르모보 공장에서 공급받았는데, 많은 어려움에도 불구하고 그 공장은 "자유 투사"라는 이름을 가진 첫 번째 전차를 조립할 수 있었다. 1920년 8월까지 레닌은 주문된 나머지 14 대의 전차를 양산할 수 있었다. 하지만, 당시 소련의 경제적, 정치적 어려움 때문에, 전차 생산이 더 이상 이어지지는 않았다.
1924년 러시아 내전이 끝난 이후 소련은 자체적으로 전차를 양산하기 위한 노력에 박차를 가했다. 1924년 소련은 전차국을 수립했다. 소련 전차국이 내놓은 기준은 12.1km/h(7.5mph)의 속도를 낼 수 있는 3톤짜리 2인용 경전차였고, 1925년에는 5톤으로 중량 제한의 상한선을 높였다. 1926년 소련 정부에서 약 3년간의 전차 건설 프로그램이 채택되었을 때, 전차 생산이 재개되었다. 계산상으로, 소련은 각각 112대의 전차를 생산해야 했다. 1926년 9월, RKKA 사령부와 GUVP가 무기 및 무기 추적(OAT) 회의가 열렸는데, 이 회의는 다가오는 전차 대량 생산과 전차 선택에 초점을 맞추었다. FT-17은 너무 무겁고, 움직일 수 없으며, 무장이 약한 것으로 여겨졌다. 그리고 "탱크 M"(Reno-Russky)의 비용은 36,000루블이었다. 이는 보병전차 한 대당 18,000루블이 들 것으로 예상하여 500만 루블의 총 비용을 제공하는 3년 프로그램의 요건을 충족하지 못했다.
한편 1924년 전차 건설위원회는 그 해 말 승인된 전차 전술과 기술 요건을 개발하였고, 이에 따라 37mm 포와 16mm 기관총으로 무장한 최대 시속 12km/h의 3톤 전차가 설계되었다. 또한 1924년부터 2년 동안 경험을 쌓기 위해 노획한 외국제 전차들을 연구했는데, 그 중 르노 FT-17의 개량형이었던 피아트 3000이 소련에 가장 큰 인상을 주었다.. 실험용 전차를 제조하기 위해 당시 최고의 생산 능력을 가진 "Obukhovsky Zavod"라는 공장이 배정되었다. T-16 시제품은 3월에 완성되었다. 르노 FT-17과 유사하지만, 새로운 전차는 차체 길이가 상당히 작았고, 결과적으로 무게가 덜 나가며, 이동성이 뛰어났다. 그러나 T-16의 시험 운영을 통해 동력설비와 추진장치에서 많은 단점이 있다는 것이 발견되었다. 두 번째 시제품은 같은 해 5월에 완성되었고 T-18로 지정되었다.

## 1930년대

### 5개년 계획과 공업화 완성
1928년 스탈린의 지시로 실시된 제1차 5개년 계획은 1932년까지 지속되었다. 소련의 제1차 5개년 계획은 급속한 공업화와 콜렉티비자치야에 중점을 두었고, 스탈린은 신경제정책의 혼합 경제 방식을 없애고자 했다. 1932년 제1차 5개년 계획이 끝났을 때 소련은 전세계에서 5위의 생산력을 보유한 공업국가가 되었다. 1928년 제1차 5개년 계획이 시작되었을 때와 1932년 제1차 5개년 계획이 종료되었을 때의 수치를 비교해보면 자동차의 경우 1928년 800대를 생산하는데 그쳤지만 1932년이 되면 자동차의 생산량은 23,900대로 약 3,000% 수치가 증가하게 된다. 소련은 이 외에도 주철, 석유, 시멘트, 전기, 석탄 등 당시 공업에 필요한 주요 소재 및 산업의 역량을 키웠다. 이와 더불어 소련 내에 공업 종사 인구는 1928년 312만 명에서 1932년 약 600만 명으로 증가했다. 물론 산업 설비와 기계가 부족했던 소련은 우다르니크 등 충격 요법을 통해 산업을 확장시켰다. 소련의 급속한 산업화가 대조국전쟁(동부 전선)에 영향을 미쳤는지에 대해서는 학자들마다 의견이 갈리지만, 대체로 연관이 있다는 것에는 학자들의 의견이 일치한다. 비탈리 렐추크나 콘스탄틴 니키텐코 같은 일부 학자들은 공업화가 이루어졌기 때문에 소련이 독일을 상대로 승리를 거둘 수 있었다고 평가했다. 1932년 1월 1일 당시 소련에서 1,446대의 전차와 213대의 장갑차가 생산되었지만, 1934년 1월 1일에는 소련에서 7,574대의 전차와 326대의 장갑차가 생산되었고, 이는 당시 영국, 프랑스, 나치 독일에서 생산된 기갑차량 수를 합친 것보다 많았다.

## 같이 보기
- 전차의 역사